# Saint-Martial-d’Artenset
Saint-Martial-d’Artenset – miejscowość i gmina we Francji, w regionie Nowa Akwitania, w departamencie Dordogne.
Według danych na rok 1990 gminę zamieszkiwało 839 osób, a gęstość zaludnienia wynosiła 26 osób/km² (wśród 2290 gmin Akwitanii Saint-Martial-d’Artenset plasuje się na 496. miejscu pod względem liczby ludności, natomiast pod względem powierzchni na miejscu 254.).